# 16125 Carriehsu
A 16125 Carriehsu (ideiglenes jelöléssel (16125) 1999 XK86) a Naprendszer kisbolygóövében található aszteroida. A LINEAR projekt keretében fedezték fel 1999. december 7-én.